# Yolande Bavan
Yolande Bavan (Ceylon, 1 juni 1940) is een uit Sri Lanka afkomstige Amerikaanse jazzzangeres en actrice. Ze was van 1962 tot 1964 lid van Lambert, Hendricks & Bavan.

## Biografie
Yolande Bavan is afkomstig uit het huidige Sri Lanka en toerde aan het begin van haar carrière met Graeme Bells band door Australië en Azië. Ze werd bekend, toen ze Annie Ross verving bij de zanggroep Lambert, Hendricks & Ross. Bavan nam drie livealbums op met de groep, dat vanaf dan verder ging als Lambert, Hendricks & Bavan. Na optredens tijdens het Newport Jazz Festival en in de jazzclub The Village Gate in 1963 verlieten Bavan en Dave Lambert in het opvolgende jaar de groep. In 1969 nam ze met Peter Ivers het gezamenlijk album Knight of the Blue Communion op voor Epic Records. Bij het vroege Weather Report-album I Sing the Body Electric van 1972 is ze te horen als zangeres.
Al in 1963 begon ze een tweede carrière als actrice, toen ze meewerkte in een aflevering van de tv-serie The Indian Tales van Rudyard Kipling. Daarna trad ze op in verschillende musicals en opvoeringen als bijvoorbeeld Salvation.
Als actrice was ze te zien in speelfilms als La Casa de Bernarda Alba (1984), Parting Glances (1986), One True Thing (1998), The 13th Warrior (1999) en Cosmopolitan (2003).

## Discografie
- 1962: Live at Basin Street (RCA Records)
- 1963: At Newport '63 (RCA Records)
- 1963: Havin’ a Ball at The Village Gate (RCA Records)

- Bibsys: 9024286
- Gemeinsame Normdatei: 1235807940
- International Standard Name Identifier: 0000 0000 3479 1542
- Library of Congress Control Number: n95121501
- Nederlandse Thesaurus van Auteursnamen: 098863703
- Virtual International Authority File: 9102390
- WorldCat: E39PBJvXfjMcCfbGpWmtkjxYyd